# Сизиф
Сизиф је херој из грчке митологије познат по персонификацији узалудног посла.
Сизиф је био кажњен јер је био веома лукав и варао је људе. Док је Сизиф био у подземном свету, на Коринт је стигао његов супарник, једини који га је био достојан, Аутолик. Он је био син Хермеса, бога весника, али и бога лопова и превараната. После дугих препирки, Аутолик је Сизифу признао да је лукавији и понудио му своју ћерку за жену. Њих двојица су били убеђени да ће из те везе настати најлукавији човек на свету. Тако и би. Родио се Одисеј који је превазишао и свога оца.
Сизиф је био осуђен да велику камену громаду гура уз планинску стрмину како би је поставио на врх. Но, сваки пут када би се примакао врху, камена кугла би му се измакла и суновратила у подножје брда. Сизиф је тако покушавао, изнова и изнова, али без успеха.